# Tortorella
Tortorella es una localidad y comune italiana de la provincia de Salerno, región de Campania, con 579 habitantes.

## Evolución demográfica
| Gráfica de evolución demográfica de Tortorella entre 1861 y 2001 |
|                                                                  |
| Fuente ISTAT - elaboración gráfica de Wikipedia                  |